# Hallraum
Ein Hallraum ist ein speziell gestalteter Raum für akustische Zwecke. Er ist so aufgebaut, dass der Schall an allen Wänden zu einem sehr hohen Anteil reflektiert und sich gleichmäßig verteilt, um einen starken Nachhall mit langer Nachhallzeit zu erreichen. Vor dem Aufkommen elektronischer Hallgeräte dienten sie in Tonstudios zur Klangbearbeitung. Heute werden solche Räume für Laboruntersuchungen und Forschungszwecke eingesetzt.

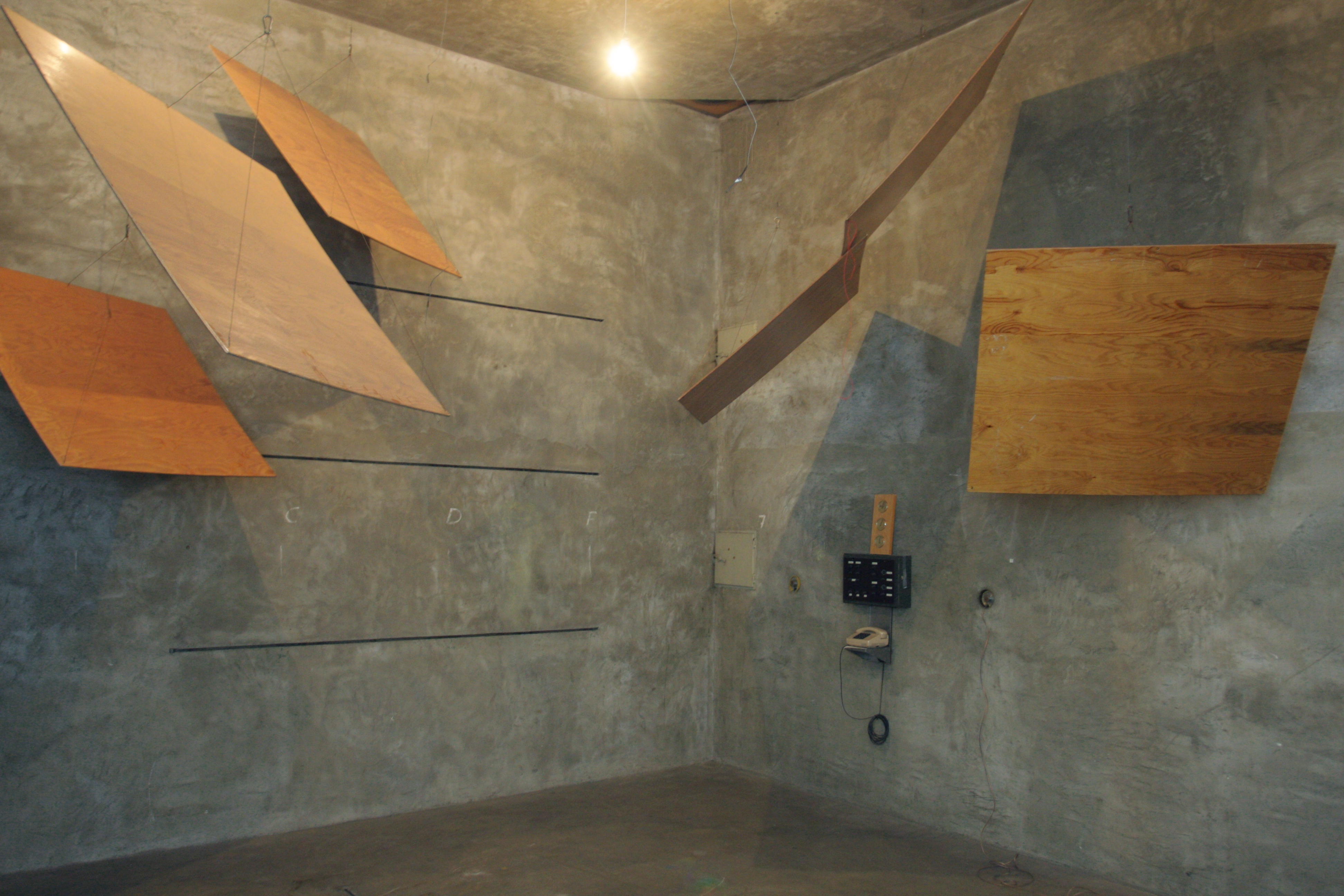
Hallraum der TU Dresden

## Konstruktion
Die Konstruktion eines Hallraumes entscheidet über seine Qualität, die sich u. a. in einer langen Nachhallzeit und einem gleichmäßigen Schallfeld ausdrückt.
Die Wände des Raums werden aus geschlossenporigem, schallhartem Beton gefertigt, so dass kaum Schallenergie absorbiert werden kann. Zur Vermeidung von Flatterechos und Resonanzen sind Wände und Decken nicht parallel gebaut. Im Raum werden Platten eingehängt, die als Diffusor dienen und den Schall in alle Richtungen verteilen. Als Signalquelle werden allseitig abstrahlende Lautsprecher eingesetzt, die in einer Ecke des Raums platziert sind.
Da sämtliche in den Raum eingebrachten Gegenstände schallschluckend wirken, befindet sich die Messtechnik – bis auf die Sensoren – mit den Versuchsleitern in einem Nebenraum.

## Funktion
Idealerweise herrscht daher mit Ausnahme des Bereiches direkt um die Schallquelle (siehe Hallradius) und direkt vor den Wänden an jedem Ort der gleiche Schalldruck. Ein solches Schallfeld wird Diffusfeld genannt. Da die Schallstrahlen aus allen Richtungen gleichzeitig einfallen, ist in einem Hallraum kein (gerichteter) Schalldruck vorhanden.

Über Nachhallzeit-Messungen oder durch Referenzschallquellen kann der Raum kalibriert werden. Hierbei wird die Differenz zwischen dem an einem beliebigen Ort im Raum, weit genug außerhalb des Hallradius gemessenen Schalldruckpegel und dem Schallleistungspegel einer Schallquelle bestimmt. Diese Differenz ist frequenzabhängig und bleibt unverändert, solange sich der Aufbau des Raumes und der Absorptionsgrad der Wände nicht ändern. In einem Hallraum kann daher die Schallleistung einer Quelle theoretisch mit einer einzigen Schalldruckmessung bestimmt werden. Dieses ist z. B. für Fragestellungen im Bereich des Schallschutzes sehr nützlich.

## Anwendung
Im Hallraum nach DIN EN ISO 354 (2003-12) wird der Schallabsorptionsgrad {\displaystyle \alpha _{s}} von Materialien ermittelt. Es kann die Schallabsorption von Lärmschutzwänden nach ZTV-Lsw 88 gemessen werden sowie die Schallleistung von Geräuschquellen nach DIN EN ISO 3741 und die Einfügungsdämmung von Schallkapseln ermittelt werden.
Typischerweise werden folgende Baumaterialien und Produkte im Hallraum untersucht:
- Schallabsorption: Akustikdecken, Wandverkleidungen, Möbel, Theaterstühle, Vorhänge, Lichtsegel und im Automobilinnenraum.
- Schallleistung: Lüfter, Motoren, Antriebe, Mobilfunkbasisstationen, Gasmengenzähler, Fahrzeugkomponenten.